# 六興駅

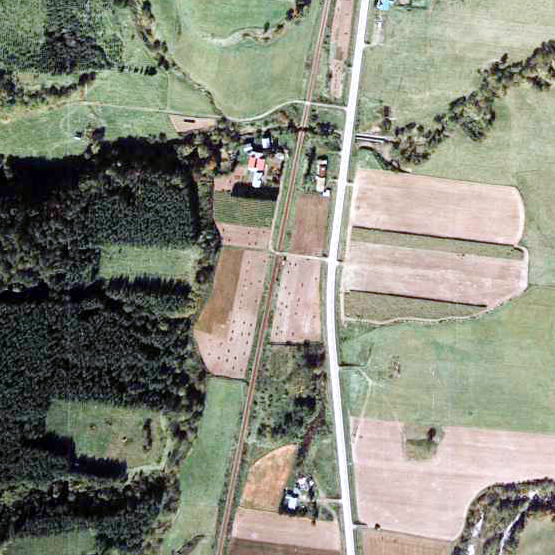
1978年の六興仮乗降場と周囲約500m範囲。上が紋別方面。紋別側に小さな踏切。踏切右横に小さな待合室。その下少し白く長い線が不明瞭ながら線路脇に確認できる。

六興駅（ろっこうえき）は、かつて北海道（網走支庁）紋別郡西興部村字六興に設置されていた、北海道旅客鉄道（JR北海道）名寄本線の駅（廃駅）である。名寄本線の廃線に伴い、1989年（平成元年）5月1日に廃駅となった。
一部の普通列車は通過した（1989年（平成元年）4月30日時点（廃止時の時刻表）で、下り2本上り3本（快速運転列車ほか））。

## 歴史
- 1959年（昭和34年）4月20日 - 日本国有鉄道（国鉄）名寄本線の六興仮乗降場（局設定）として開業[1]。
- 1987年（昭和62年）4月1日 - 国鉄分割民営化により、国鉄からJR北海道に継承[1]。同時に駅に昇格、六興駅となる[1]。
- 1989年（平成元年）5月1日 - 名寄本線の全線廃止に伴い、廃駅となる[1]。

## 駅構造
廃止時点で、単式ホーム1面1線を有する地上駅であった。ホームは構内の南側に存在した。仮乗降場に出自を持つ無人駅となっていた。

## 駅名の由来
当駅が所在した地区名より。地区名は、当駅附近を流れる興部川に架かる橋の名前に由来する。興部市街から川を遡って六番目に架橋されているために、「六興橋」と名付けられた橋である。

## 駅周辺
- 国道239号（天北国道）[4]
- 六興地区集落センター
- 興部川[4]
- 名士バス「六興4線」停留所

## 駅跡
2000年（平成12年）時点で遺構は何も残されておらず、駅が所在した場所も分からなくなっていた。2010年（平成22年）時点でも同様であった。

## 隣の駅
北海道旅客鉄道
名寄本線
西興部駅 - 六興駅 - 中興部駅